# بول هامشير
بول هامشير (بالإنجليزية: Paul Hampshire)‏ هو لاعب كرة قدم بريطاني في مركز الوسط، ولد في 20 سبتمبر 1981 في إدنبرة في المملكة المتحدة. لعب مع بيرويك راينجرز وريث روفرز ونادي إيست فيف.

## وصلات خارجية
- بول هامشير على موقع قاعدة بيانات كرة القدم.إي يو (الإنجليزية)
- بول هامشير على موقع Soccerbase.com (لاعب) (الإنجليزية)